# Isaac Kiprono Songok
Isaac Kiprono Songok (ur. 25 kwietnia 1984) – kenijski lekkoatleta, specjalista od średnich i długich dystansów.

## Osiągnięcia
- złoto podczas Mistrzostw Świata Juniorów Młodszych w Lekkoatletyce (bieg na 1500 m Debreczyn 2001), w sierpniu tego samego roku Songok ustanowił nowy rekord świata juniorów na 2000 metrów (4:56.86)
- 5 medali Mistrzostw świata w biegach przełajowych:
  - Bruksela 2004 - brąz w drużynie (krótki dystans)
  - Saint-Étienne 2005 - srebro w drużynie oraz brąz indywidualnie (krótki dystans)
  - Fukuoka 2006 - złoto w drużynie i srebro indywidualnie (krótki dystans)
- 12. miejsce na igrzyskach olimpijskich (bieg na 1500 m Ateny 2004)
- 3. miejsce w Światowym Finale IAAF (bieg na 5000 m Monako 2005)
- 3. miejsce podczas Światowego Finału IAAF (bieg na 3000 m Stuttgart 2006)
- srebrny medal mistrzostw Afryki (bieg na 5000 m Addis Abeba 2008)

## Rekordy życiowe
- bieg na 1500 metrów – 3:30,99 (2004)
- bieg na 3000 metrów – 7:28,72 (2006) najlepszy wynik na świecie w 2006
- bieg na 5000 metrów – 12:48,66 (2006)
- bieg na 3000 metrów (hala) – 7:39,32 (2007)